# 海城大地震
海城大地震是1975年2月4日19点36分发生于中华人民共和国辽宁省海城、营口县一带（东经122°50'，北纬40°41'），震級為黎克特制7.3级，矩震级7.0级，震源深度为16－21公里的地震。由于預先疏散，几乎没人直接死于地震。然而因震后防震棚失火，导致341人被烧死，980人被烧伤。加之简陋的防震棚难以御寒，又导致372人被冻死，6,578人被冻伤。 除此之外，地震亦波及朝鮮半島全境，造成部分房屋損毀，人員受傷，部分區域停電。日本九州島的佐賀市、熊本市和大分市以及蘇聯濱海邊疆區也有輕微震感。

## 预报
由于中国科学家对该次地震进行了准确预测并及时发布了短临预报，全区人员伤亡共18308人，仅占总人口数的0.22%。其中，死亡1328人，占总人口数的0.02%，重伤4292人，轻伤12688人，轻重伤占总人口数的0.2%。部分人认为，这是官方组织撤离民众，明显降低损失的唯一成功案例。但此次“成功预报”并未获得科学界的广泛认同。实际上八十年代以后，中国还成功临震预报了1995年7月12日05时46分在云南省孟连县发生的7.3级地震。
此外，由于震前广泛开展了应急防震知识宣传，使广大干部群众掌握了应急防震的知识，也有效减轻了伤亡和损失，例如地震当日从大连站开往北京站的31次直通旅客快车运行到沈大铁路唐王山站前时，火车司机突然发现车头前方出现大面积蓝白色闪光，马上意识到这是地光，判断地震即将到来，司机沉着的实施减速制动，在减速过程中地震发生了，由于车速已经降至很低，没有出现事故，最终列车安全地停了下来，保证了全体旅客的安全。
海城地震的成功预报曾一度使中国的地震工作者信心满满，认为距离准确预报地震已经不远，但是不久之后的唐山大地震仍无法预测，粉碎了这些人的梦想。有专家表示：“这样的实例告诉我们，地震的类型是非常多样的，不是只有一种类型。海城地震只是其中一种类型。”